# Hugo Bervejillo
Hugo Bervejillo (* 12. April 1948 in Montevideo, Uruguay) ist ein uruguayischer Schriftsteller.
Bervejillo, Autor der beiden historischen Romane Una cinta ancha de bayeta colorada und Basilio está en la frontera, war an der Seite von Guillermo Chaparro, Tarik Carson, Hugo Giovanetti Viola, Daniel Bentancourt und Alfredo Fressia Mitbegründer der zwischen 1970 und 1971 in vier Ausgaben erschienenen Zeitschrift Universo. 1984 bis 1985 war er als Journalist bzw. Zeichner für die Wochenzeitung Asamblea, 1989 für La República tätig.
Zudem arbeitete er 1991 für die Sonntagsausgabe La Hora Popular und von 1992 bis 1993 für die Kulturseite des Wochenblatts La Juventud. Auch gehörte er bis 1995 dem Verlagsrat (Consejo Editor) der Zeitschrift Fundación an. Dort war er auch Jury-Mitglied beim Literatur-Wettbewerb Onetti-Rulfo dieser Zeitschrift im Jahre 1995. Bervejillo hat darüber hinaus Geschichten zu den Anthologien Contando historia (1995) und El cuento uruguayo (2002) beigetragen.

## Veröffentlichungen (Auszug)
- 1992: Una cinta ancha de bayeta colorada, Ed. Proyección, ISBN 9974-7897-6-1, Roman
- 1995: Basilio está en la frontera, Ed. Proyección, Roman
- 1995: Sonata al sur in Contando historia, Cal y Canto, Anthologie
- 2002: El mago in El cuento uruguayo, Anthologie
- 2003: Cenizas y un gallo muerto (las siete latas), Carlos Marchessi Editor, ISBN 9974-598-06-0
- 2004: El Ángel Negro, ISBN 9974-39-703-0

## Auszeichnungen
- 1989: Dritter Preis beim Geschichten-Wettbewerb Melvyn Jones, Montevideo
- Una cinta ancha de bayeta colorada auf der Shortlist des Premio Bartolomé Hidalgo